# کنسرت محمدرضا شجریان و گروه شهناز در دبی
کنسرت گروه شهناز در دبی در زمستان ۱۳۸۹ نام یک آلبوم تصویری موسیقی سنتی ایرانی است با صدای محمدرضا شجریان و اجرای گروه شهناز که در ۲۸ بهمن ۱۳۸۹ (۱۷ فوریه ۲۰۱۱) در دبی، سالن شیخ راشد اجرا شده‌است و توسط شرکت دل آواز منتشر شده‌است. این مجموعه شامل دو بخش می‌باشد. بخش اول با نام رندان مست در دستگاه همایون می‌باشد. علت این نام بر این بخش این است که بیشتر آهنگ‌های اجرا شده در این بخش، اولین بار در آلبوم رندان مست (انتشار در ۱۳۸۸) اجرا شده بودند. بخش دوم با نام بی همزبان و در دستگاه ماهور می‌باشد. علت این نام بر این بخش این است که تصنیف بی همزبان که اولین بار در آلبوم سرو چمان (انتشار در ۱۳۷۰) اجرا شده بود و این جا باز خوانی شد. تصنیف رزم مشترک هم یکی دیگر از آثار محمدرضا شجریان است که اولین بار در آلبوم چاووش ۷ (انتشار در ۱۳۵۸) اجرا شده بود و در این کنسرت بازخوانی شد. نکتهٔ آخر هم این که در این کنسرت هم مانند دیگر کنسرت‌های شجریان در انتهای کنسرت تصنیف مرغ سحر هم اجرا شد. در کل تعداد آهنگ‌های اجرا شده در این مجموعه ۲۰ تا می‌باشد.

## شرح آلبوم

### هنرمندان
اعضای گروه شهنار:
- محمدرضا شجریان: آواز
- مجید درخشانی: تار و کرشمه
- مژگان شجریان: سه‌تار
- سپیده خداوردی  :  شهبانگ
- رامین صفایی: سنتور
- شاهو عندلیبی: نی
- رادمان توکلی: تار
- حمید قنبری: تمبک
- حسین رضایی‌نیا: دف
- حامد افشاری: شهنواز
- مهدی امینی: ساغر
- مهرداد ناصحی: صراحی و شعرآشوب آلتو
- کاوه معتمدیان دهکردی: سبو
- سحر ابراهیم: قانون
- نگار خارکن: صراحی سوپرانو
- جمشید صفرزاده: تندر
- سامان صمیمی: کمانچه

نکته: برخی از سازهای به کار رفته در این آلبوم از سازهای ابداعی استاد شجریان می‌باشند.

### فهرست آهنگ‌ها
- بخش اول: رندان مست (دستگاه همایون)

1. قطعه دیدار (آهنگ از مجید درخشانی)
2. زنگ شتر (برگرفته از ردیف میرزا عبدالله)
3. ساز و آواز همایون (شعر از سعدی شیرازی)
4. تصنیف چشم یاری (شعر از حافظ شیرازی، آهنگ از محمدرضا شجریان)
5. ادامه ساز و آواز شوشتری (شعر از مولانا)
6. تک نوازی قانون
7. چهارمضراب بیداد (آهنگ از مجید درخشانی)
8. ساز و آواز بیداد (شعر از سعدی شیرازی)
9. تصنیف رندان مست (شعر از مولانا، آهنگ از مجید درخشانی)

- بخش دوم: بی همزبان (دستگاه ماهور)

1. قطعه انتظار (آهنگ از مجید درخشانی)
2. ساز و آواز ماهور (شعر از حافظ شیرازی)
3. دو نوازی سنتور و تندر
4. تصنیف بی همزبان (شعر از جواد آذر، آهنگ از محمدرضا شجریان)
5. تک نوازی ساغر
6. ساز و آواز خاوران و دلکش (آهنگ از محمدرضا شجریان)
7. چهارمضراب دلکش (آهنگ از مجید درخشانی)
8. ساز و آواز (شعر از حافظ شیرازی)
9. تصنیف سخن عشق (شعر از سعدی شیرازی، آهنگ از محمدرضا شجریان)
10. تصنیف رزم مشترک (کلام برزین آذرمهر، آهنگ از پرویز مشکاتیان)
11. تصنیف مرغ سحر (شعر از ملک الشعرا بهار، آهنگ از مرتضی نی داوود)

### متن آهنگ‌ها

#### اشعار بخش اول: رندان مست (دستگاه همایون)
تصنیف چشم یاری 
- شعر از حافظ شیرازی

ما ز یاران چشم یاری داشتیم

خود غلط بود آن چه می‌پنداشتیم

تا درخت دوستی بر کی دهد

حالیا رفتیم و تخمی کاشتیم

گفت و گو آیین درویشی نبود

ور نه با تو ماجراها داشتیم

گلبن حسنت نه خود شد دلفروز

ما دم همت، دم همت بر او بگماشتیم

شیوهٔ چشمت فریب جنگ داشت

ما ندانستیم و صلح انگاشتیم

نکته‌ها رفت و شکایت کس نکرد

جانب حرمت فرو نگذاشتیم

گفت خود دادی به ما دل حافظا

ما محصل بر کسی نگماشتیم

 ساز و آواز شوشتری 
- شعر از مولانا

| طبیب درد بی درمان کدامست    |  | رفیق راه بی پایان کدامست    |
| اگر عقلست پس دیوانگی چیست   |  | وگر جانست پس جانان کدامست   |
| پر از دُرست بحر لایزالی      |  | درونش گوهر و انسان کدامست   |
| یکی جزو جهان خود بی‌مرض نیست |  | طبیب عشق را دکان کدامست     |
| خرد عاجز شد اندر فکر عاجز   |  | که سرکش کیست سرگردان کدامست |

 تصنیف رندان مست 
- شعر از مولانا

رندان سلامت می‌کنند جان را غلامت می‌کنند

مستی ز جامت می‌کنند مستان سلامت می‌کنند
غوغای روحانی نگر سیلاب طوفانی نگر

خورشید ربانی نگر مستان سلامت می‌کنند
ای آرزوی آرزو آن پرده را بردار از او

من کس نمی‌دانم جز او مستان سلامت می‌کنند
آن دام آدم را بگو وان جان عالم را بگو

وان یار و همدم را بگو مستان سلامت می‌کنند
ای ابر خوش باران بیا ای مستی یاران بیا

وی شاه طراران بیا مستان سلامت می‌کنند